# Raffaele Scorzoni
Raffaele Scorzoni (Bologna, 1902. április 28. – Bologna, 1975. július 8.)  olasz nemzetközi labdarúgó-játékvezető.

## Pályafutása

### Nemzeti játékvezetés
1921-ben vizsgázott. 1930-ban lett az I. Liga játékvezetője. A nemzeti játékvezetéstől 1946-ban vonult vissza. Első ligás mérkőzéseinek száma: 240. Az olasz Serie A mérkőzésvezetői örökranglistán Pierluigi Collina társaságában a 4. helyet tölti be.

#### Nemzeti kupamérkőzések
Vezetett Kupa-döntők száma: 1.

##### Olasz labdarúgókupa
Az olasz JB elismerve szakmai felkészültségét, megbízta a döntő találkozó koordinálásával.
| Időpont          | Helyszín                         | Mérkőzés típusa   | Mérkőzés         | Eredmény |
| ---------------- | -------------------------------- | ----------------- | ---------------- | -------- |
| 1941. június 15. | Pierluigi Penzo Stadion, Velence | megismételt döntő | SSC Venezia–Roma | 1 : 0    |

### Nemzetközi játékvezetés
Az Olasz labdarúgó-szövetség Játékvezető Bizottsága (JB) 1934-ben terjesztette fel nemzetközi játékvezetőnek, a Nemzetközi Labdarúgó-szövetség (FIFA) bíróinak keretébe. Több nemzetek közötti válogatott és klubmérkőzést vezetett vagy partbíróként tevékenykedett. Az aktív nemzetközi játékvezetéstől 1941-ben búcsúzott. Válogatott mérkőzéseinek száma: 6.

#### Labdarúgó-világbajnokság
A világbajnoki döntőhöz vezető úton Olaszország rendezte a II., az 1934-es labdarúgó-világbajnokságra a FIFA JB a hazai játékvezetők/partbírók közül többet is felkért, elsősorban partbírói feladatok végzésére. Ezen a tornán három olasz játékvezető és kilenc partbíró kapott feladatot. Scorzoni kizárólag partbírói feladatot kapott.

##### 1934-es labdarúgó-világbajnokság

###### Világbajnoki mérkőzés
| Időpont           | Helyszín                      | Mérkőzés típusa | Mérkőzés              | Játékvezető   | Partbírók                         | Eredmény |
| ----------------- | ----------------------------- | --------------- | --------------------- | ------------- | --------------------------------- | -------- |
| 1967. október 28. | Marcel Saupin Stadion, Nantes | nyolcaddöntő    | Csehszlovákia–Románia | John Langenus | Giuseppe Scarpi/Raffaele Scorzoni | 2 : 1    |

#### Olimpiai játékok
Az 1936. évi nyári olimpiai játékok labdarúgó tornájának találkozóin a FIFA JB bírói szolgálattal bízta meg.

##### 1936. évi nyári olimpiai játékok
| Időpont            | Helyszín            | Mérkőzés típusa | Mérkőzés                   | Partbírók                                      | Eredmény | Nézők száma |
| ------------------ | ------------------- | --------------- | -------------------------- | ---------------------------------------------- | -------- | ----------- |
| 1936. augusztus 5. | Poststadion, Berlin | első forduló    | Lengyelország–Magyarország | Fuad Hafiz (egyiptomi)/Badr El Din (egyiptomi) | 3 : 0    | 5 000       |

#### Nemzetközi kupamérkőzések

##### Közép-európai kupa
A Mitropa-kupa labdarúgó tornákon kapott feladatokat.
| Időpont          | Helyszín             | Mérkőzés típusa | Mérkőzés                   | Eredmény | Nézők száma |
| ---------------- | -------------------- | --------------- | -------------------------- | -------- | ----------- |
| 1935. június 23. | Letná Stadion, Prága | torna helyosztó | SK Slavia Praha–Szegedi AK | 1 : 0    | 7 000       |

#### A magyar labdarúgó-válogatott mérkőzései (1902–1929)
| Időpont           | Helyszín                  | Mérkőzés típusa | Mérkőzés                 | Eredmény | Nézők száma |
| ----------------- | ------------------------- | --------------- | ------------------------ | -------- | ----------- |
| 1939. április 2.  | Központi Stadion, Zürich  | felkészülési    | Svájc–Magyarország       | 1 : 3    | 22 000      |
| 1941. március 23. | Központi Stadion, Belgrád | barátságos      | Jugoszlávia–Magyarország | 1 : 1    | 20 000      |

## Sportvezetőként
1954-1959 között Bologna körzetében az AIA elnöke.

## Szakmai sikerek
Az 1937-1933 évben mutatott szakmai munkájának elismeréseként a Dr. Giovanni Mauro alapítvány elismerő díjával jutalmazták.